# Arthrocnodax clematitis
Arthrocnodax clematitis är en tvåvingeart som beskrevs av Élie Marchal 1897. Arthrocnodax clematitis ingår i släktet Arthrocnodax och familjen gallmyggor.
Artens utbredningsområde är Algeriet. Inga underarter finns listade i Catalogue of Life.